# Rescue Shot
Rescue Shot — відеогра з використання світлового пістолета на PlayStation 3D, вперше випущена 20 січня 2000 року в Японії, та 7 квітня 2000 року в Європі. Гра сумісна з контролером, ҐанКоном і мишкою PlayStation та спрямована на молодшу аудиторію, оскільки в грі відсутнє будь-яке насильство та похибки в прицілювані не є суттєвими. Гравець спостерігає та пригодами головного героя Бо, допомагаючи йому уникати небезпеки та долаючи ворогів на своєму шляху.

## Геймплей
Гравець виступає в ролі загадкової сили, створеної фрагментом мрії, що захищає Бо, звичайного кролика який втратив свої спогади після падіння зі скелі, спричиненим п'ятьма розбишаками, різнокольоровими кажанами. Бо, не помічаючи небезпеки, подорожує до кінця кожного рівня в пошуках чотирьох інших фрагментів мрії, зібравши які він зможе здійснити одне бажання. Протягом подорожі Бо зустрічає трьох другорядних персонажів: Хантера (його друга, лисицю детектива-початківця), Тріксі (хитру дівчину блондинку) та Ерла Грея (відомого злодія, якого розшукує Хантер).
Впродовж гри Бо зустрічає різноманітних ворогів та босів яких він має подолати. Перешкоди та пастки треба знищувати стріляючи в них, це дозволяє Бо безпечно продовжувати рух вперед. Якщо влучити Бо в голову, він впаде та зупиниться на кілька секунд, таким чином можна уникати деяких перешкод на рівні голови. Якщо ж влучити Бо в зад, він підстрибне високо вгору що також дозволяє уникати небезпек. Звичайні набої є нескінченними, в той час як вибухові жолуді-набої обмежені в кількості.
Шкала життя Бо зменшується на одну позначку кожного разу, коли його атакують або він отримує шкоду (всього доступну шість позначок), якщо позначки життя упадуть до нуля, гра закінчиться. Бо може відновлювати шкалу життя з'ївши будь-який фрукт, який йому вдасться знайти, окрім отруйного гриба, що може завдати йому шкоди, вимагаючи від гравця знищити його, вистріливши в нього, перш ніж Бо матиме можливість його з'їсти. Додаткову позначку життя можна отримати зібравши десять фрагментів мрії, яких існує два типи, маленький та великий(великий фрагмент коштує п'ять малих). Всього шкалу життя можна збільшити до двадцяти позначок.
Рятувальний постріл складається з чотирьох областей та десяти рівнів, які охоплюють такі фантастичні локації, як чарівне королівство, замок, підземна шахта, та футуристичне місто з шестеренними роботами. Додаткові цілі розкидані по всіх рівням, що дозволяють гравцю покращити свій рахунок або віднайти додаткові жолуді-набої та фрагменти мрії, які можна отримати влучивши в них.
Після кожного рівня загальний результат гравця складається з кількох параметрів: рахунок отриманий за проходження рівня, влучність стрільби, кількість подоланих ворогів, додаткові цілі та швидкість їх виконання.

## Рецепція
У своїй рецензії Австралійська телерадіомовної корпорація оцінила гру у два із п'яти балів, пояснюючи це короткою тривалістю гри, низькою реіграбельністю та відсутністю різноманітності розкриття сюжету.
У своїй рецензії Джеймс Мілке з GameSpot заявив, що гра більше відгукується на серію ігор Point Blank, аніж на Time Crisis, оскільки «більше зосереджується на божевільній ігровій атмосфері її унікального ігрового світу». Автор також поділився своєю думкою щодо управління «схоже, що Namco намагається показати свій найактуальніший девайс в роботі», маючи на увазі ҐанКон.
Японський журнал Famitsu оцінив гру в 30 із 40 балів.